# لوتشيانو بيفار
لوتشيانو بيفار (من مواليد 29 نوفمبر 1944 في ريسيفي) سياسي ورجل أعمال برازيلي كان مرشح الحزب الاجتماعي الليبرالي للانتخابات الرئاسية البرازيلية لعام 2006. تضمن برنامجه السياسي مشاريع مثل إنهاء ضريبة الدخل لصالح ضريبة فريدة على المنتجات والخدمات، وكذلك بناء ثكنات عسكرية في الأحياء الفقيرة البرازيلية. حصل على 0.06٪ من إجمالي الأصوات في الجولة الأولى وفعل لا تتقدم إلى الدور الثاني.
شغل منصب رئيس نادي ريسيفي الرياضي من 1989 إلى 1990، ومن 1997 إلى 2001، ومن 2005 إلى 2006، وفي 2013.